# 674-й смешанный авиационный полк
674-й смешанный авиационный полк, он же до 14 июня 1942 года 674-й лёгкий бомбардировочный авиационный полк — воинская часть вооружённых сил СССР в Великой Отечественной войне.

## История
Полк сформирован 3 ноября 1941 года (приказ СибВО №0130 от 03.11.41) на базе 30 АвШПО в Кемерово. Был вооружён самолётами У-2.
В составе действующей армии с 19 декабря 1941 по 14 марта 1943 года
В конце декабря 1941 года поступил в 57-ю смешанную авиационную дивизию Северо-Западного фронта, действовал в районе озера Вельё, Старой Руссы, Полы. Вёл боевые действия в этом районе до расформирования, в основном использовался как полк ночных бомбардировщиков, также разбрасывал листовки. Так, в ночь с 21 на 22 февраля 1942 года бомбит Пустой Чернец, с 8 на 9 марта 1942 года — Большое Орехово, с 28 на 29 марта 1942 года — деревню Большие Горбы
14 марта 1943 года расформирован. 
15 марта 1943 года переформирован в 1оааэс (отдельная армейская авиационная эскадрилья связи 1 ударной армии).  
Переименована в 559 оааэс 31 марта 1943 года.

## Полное наименование
674-й смешанный авиационный полк

## Подчинение
| Дата            | Фронт (округ)         | Армия               | Корпус | Дивизия                            | Примечания |
| --------------- | --------------------- | ------------------- | ------ | ---------------------------------- | ---------- |
| 01.01.1942 года | Северо-Западный фронт | -                   | -      | 57-я смешанная авиационная дивизия | -          |
| 01.02.1942 года | Северо-Западный фронт | 11-я армия          | -      | 57-я смешанная авиационная дивизия | -          |
| 01.03.1942 года | Северо-Западный фронт | 11-я армия          | -      | -                                  | -          |
| 01.04.1942 года | Северо-Западный фронт | 11-я армия          | -      | -                                  | -          |
| 01.05.1942 года | Северо-Западный фронт | 11-я армия          | -      | -                                  | -          |
| 01.06.1942 года | Северо-Западный фронт | 6-я воздушная армия | -      | -                                  | -          |
| 01.07.1942 года | Северо-Западный фронт | 6-я воздушная армия | -      | -                                  | -          |
| 01.08.1942 года | Северо-Западный фронт | 6-я воздушная армия | -      | -                                  | -          |
| 01.09.1942 года | Северо-Западный фронт | 6-я воздушная армия | -      | -                                  | -          |
| 01.10.1942 года | Северо-Западный фронт | 6-я воздушная армия | -      | -                                  | -          |
| 01.11.1942 года | Северо-Западный фронт | 6-я воздушная армия | -      | -                                  | -          |
| 01.12.1942 года | Северо-Западный фронт | 6-я воздушная армия | -      | -                                  | -          |
| 01.01.1943 года | Северо-Западный фронт | 1-я ударная армия   | -      | -                                  | -          |
| 01.01.1943 года | -                     | -                   | -      | -                                  | нет данных |
| 01.02.1943 года | -                     | -                   | -      | -                                  | нет данных |

## Командиры
- капитан Голобородько Иван Петрович до 14.01.1942
- подполковник Сонин Василий Николаевич